# Eparchie čeljabinská
Eparchie Čeljabinsk je eparchie ruské pravoslavné církve nacházející se v Rusku.

## Území a titul biskupa
Zahrnuje správní hranice území městského okruhu Čeljabinsk, Verchnij Ufalej, Karabaš, Kopějsk, Kyštym, Miass, Ozjorsk a Sněžinsk, také Argajašského, Kaslinského, Korkinského, Krasnoarmejského, Kunašakského, Njazepetrovského, Sosnovského a Čebarkulského rajónu Čeljabinské oblasti.
Eparchiálnímu biskupovi náleží titul biskup čeljabinský a miasský.

## Historie
Dne 10. října 1908 byl v rámci orenburské eparchie zřízen čeljabinský vikariát. Sídlem vikáře byl určen orenburský Uspenský Makarjevský monastýr. Prvním biskupem se stal archimandrita Nikolo-Těreběnské pustyně Dionisij (Sosnovskij).
Dne 9. října 1913 byl dekretem Svatého synodu bylo změněno místo pobytu biskupa na Čeljabinsk.
Dne 30. dubna 1917 nastolil biskup Serafim (Alexandrov) na sjezdu vikariátu otázku zřízení samostatné eparchie. Dne 2. května byly zahájeny přípravy na zřízení eparchie avšak v červnu 1917 bylo na sjezdu duchovních a laiků orenburské eparchie rozhodnuto o pozastavení procesu.
Otázkou zřízení čeljabinské eparchie, dalších eparchií a vikariátů se zabýval Místní soubor Ruské pravoslavné církve konaný 8. srpna 1918. Dne 11. srpna/3. září patriarcha Tichon podepsal dekret o zřízení nových eparchií, včetně čeljabinské a troické.
V důsledku rozdělení církve existovala také čeljabinská eparchie renovacionistů a grigoriánců.
Od léta 1935 nebyla eparchie obsazena. V letech 1935-1936 bylo její území přiděleno omské eparchii.
Po téměř úplném zničení duchovenstva během „Velkého teroru“ roku 1937 a následném uzavření chrámů byla eparchie zredukována na 1 farnost (v Čeljabinsku). Od počátku obrody církevního života na podzim 1943 až do obnovení samostatnosti v roce 1947 patřilo území eparchie ke sverdlovské eparchii.
Již v zimě 1948-1949 však byla státní kontrola nad činností náboženských organizací opět zpřísněna, opět začalo zatýkání duchovních a zavírání chrámů. Roku 1949 byly v eparchii uzavřeny 3 chrámy a roku 1950 již 5.
Od roku 1960 do roku 1989 byla eparchie, aniž by oficiálně přestala existovat, pod dočasnou správou sverdlovských biskupů. Ke konci 80. let byla čeljabinská eparchie malá a od roku 1986 měla pouze 15 farností a 34 duchovních.
V letech 1987-1991 se postoj sovětských úřadů k ruské pravoslavné církvi dramaticky zlepšil, což vedlo k výraznému nárůstu počtu farníků.
Dne 26. července 2012 byly rozhodnutím Svatého synodu zřízeny z části území eparchie nové eparchie troická a magnitogorská. Staly se součástí nově vzniklé čeljabinské metropole.
Dne 27. prosince 2016 byla z části jejího území zřízena eparchie zlatoustská.
Názvy:
- čeljabinská (1918–1926)
- čeljabinská a miasská (1926–1935)
- čeljabinská a zlatoustská (1947–1960, 1989–2012)
- čeljabinská (od 26. července 2012)

## Seznam biskupů

### Čeljabinský vikariát orenburské eparchie
- 1908–1914 Dionisij (Sosnovskij) svatořečený mučedník
- 1914–1915 Sylvestr (Olševskyj) svatořečený vyznavač
- 1915–1916 Gavriil (Vojevodin)
- 1916–1918 Serafim (Alexandrov)
- 1918–1918 Pavel (Borisovskij) vikariát nepřevzal a jmenování bylo zrušeno

### Čeljabinská eparchie
- 1918–1919 Gavryjil (Čepura) eparchii nepřevzal, emigroval ale titul nesl do své smrti
- 1919–1926 Dionisij (Prozorovskij)
- 1926–1926 Vissarion (Zorin)
- 1926–1927 Sergij (Vasilkov)
  - 1927–1928 Nazarij (Blinov) dočasný správce
- 1928–1928 Nazarij (Andrejev)
  - 1928–1929 Simeon (Michajlov) dočasný správce
- 1929–1931 Pavel (Pavlovskij)
- 1933–1933 Fostirij (Maximovskij)
  - 1934–1935 Serafim (Protopopov) dočasný správce
- 1935–1935 Simeon (Michajlov)
  - 1935–1936 součást omské eparchie
  - 1936–1946 součást sverdlovské eparchie
  - v letech 1937–1943 byla jako všechny ostatní neobsazené eparchie ve správě locum tenens patriarchálního trůnu metropolity Sergije (Stragorodského)
- 1947–1948 Juvenalij (Kilin)
- 1948–1950 Alexij (Sergejev)
  - 1950–1957 Tovia (Ostroumov) dočasný správce
- 1957–1958 Ioann (Lavriněnko)
  - 1959–1960 Michail (Voskresenskij) dočasný správce
  - 1960–1966 Flavian (Dmitrijuk) dočasný správce
  - 1966–1966 Leonid (Poljakov) dočasný správce
  - 1966–1980 Kliment (Perestjuk) dočasný správce
  - 1979–1980 Ilian (Vostrjakov) dočasný správce
  - 1980–1984 Platon (Udovenko) dočasný správce
  - 1984–1989 Melchisedek (Lebeděv) dočasný správce
- 1989–1996 Georgij (Grjaznov)
- 1996–2011 Jov (Tyvonjuk)
- 2011–2014 Feofan (Ašurkov)
- 2014–2018 Nikodim (Čibisov)
- 2018–2021 Grigorij (Petrov)
- od 2021 Alexij (Orlov)